# 이경직 (신학자)
이경직 (李景職, Kyung-Jik Lee, 1964년 2월 26일 -)은 대한민국의 목사이며 백석대학교에서 조직신학 교수이자 기획산학부총장이다. 한국기독교철학회 회장을 역임하였으며, 현재 한국복음주의조직신학회 부회장, 한국개혁신학회 총무이사이며 학회지 편집위원장 그리고 2020년까지 개혁주의생명신학회 회장을 역임하였다.

## 학력
- 백석대학교 조직신학 박사(Ph.D.)

- 백석대학교 역사신학 석사(Th.M.)

- 백석대학교 목회학 석사(M.Div.)

- 독일 콘스탄츠 대학교(Universität Konstanz) 철학박사(Dr. Phil.)

- 서울대학교 철학과 석사(M.A.)

- 서울대학교 철학과 학사(B.A.)

## 경력
- 개혁주의생명신학회 회장 (2019년~2020년)
- 한국복음주의조직신학회 부회장 2019년
- 한국개혁신학회 총무이사 2019년
- 한국기독교철학회 회장 역임 2016-2018년
- 한국복음주의조직신학회 총무이사 역임[5]
- 한국기독교철학회 총무이사(2012.3 – 현재)
- 한국동서철학회 연구위원장 (2007.3-2009.2)
- 한국서양고전학회 정보이사 (2006.3-2007.2)
- 한국기독교철학회 편집이사 (2003.3-2009.2)
- 한국기독교철학회 출판이사 (2002.3-2003.2)
- 백석기독학회 편집이사 (2003.3 – 2006.2)
- 기독학문학회 편집위원 (2004. 3 – 2010. 2)
- 백석대학교 신학대학원 조직신학 교수
- 한국연구재단 인문학단 전문위원(2012.4- 현재)
- 고신대학교 개혁주의학술원 자문위원(2006.3- 현재)개혁주의 학술원[6]
- 미국 Calvin Theological Seminary 초빙교수(2013.1-2)
- 미국 Calvin Theological Seminary 방문교수(2010.3-2011.2)
- 미국 칼빈대학교(Calvin College) 헨리미터센터(H. Henry Meeter Center) 연구교수(2009.2-2010.2)
- 독일 콘스탄츠 대학교(Universität Konstanz) 방문교수(2003.12-2004.2)
- 한국외국어대학교 강사(1991.3-1995.6)
- 강남대학교 강사(1990.9-1994.12)
- 독일 콘스탄츠 대학교(Universität Konstanz) 전임연구원 (1999.7-1999.12)
- IVF충남지방회 이사(2006.3-2007.2)

## 연구 프로젝트
- 1993-1995 대우학술재단 Post-graduate 장학금

- 1995-1999년 독일 DAAD 박사과정 장학금

- 2002년 성곡학술문화재단 연구비 수주

- 2003년-2006년 교육인적자원부/한국학술진흥재단 BK21 지원

- 2003년 한국학술진흥재단 동서양학술명저 번역지원

- 2003-4년 DAAD/한국학술진흥재단 독일 콘스탄츠대학교 객원교수 방문 지원

- 2002-2006년 ‘한국의 기독교철학자연구III’ 연구

- 2006년-2012년 교육인적자원부/한국학술진흥재단 2단계 BK21 지원사업

- 2008년 한국학술진흥재단 동서양학술명저 번역지원

## 저서들
- Platons Raumbegriff. Studien zur Metaphysik und Naturphilosophie im “Timaios” (독일, Würzburg: Königshausen & Neumann, 2000)

- 『순교자 유스티누스의 생애와 사상』(서울: UCN, 2005)

- 『플라톤과 기독교』(서울: UCN, 2005)

- 『기독교철학의 모색』(서울: UCN, 2006)

- 『기독교와 동성애』(서울: UCN, 2006)

### 공저
- 『플라톤 철학과 그 영향』 (서울: 서광사, 2001)

- 『신앙과 논리』(서울: 살림, 2004)

- 『하나님을 사랑한 철학자 9인』 (서울: IVP, 2005)

- 『소극적 안락사』 (서울: 예영, 2007)

- 『개혁주의 문화철학과 문화콘텐츠』(서울: 북코리아, 2008)

- 『기독교문화콘텐츠의 현황과 전망』(서울: 북코리아, 2008)

- 『예수, 신인가, 인간인가?』 (서울: 예영, 2009)

### 학위논문
- 국가편에 나타난 dialektike에 관한 고찰(서울: 서울대 대학원, 1986): 철학석사학위논문

- Der Raumbegriff im Zusammenhang mit der Naturphilosophie und Metaphysik in Platons Timaios (Konstanz: Bibliothek der Uni. Konstanz, 1999) (elektronic publication): 철학박사학위논문

- 『순교자 유스티누스의 변증서 연구』(서울: 천안대 기독신대원, 2003): 목회학석사학위논문

- 『순교자 유스티누스의 그리스도 이해 연구-<유대인 트뤼폰과의 대화>를 중심으로-』(서울: 천안대 기독교전문대학원 2005): 신학석사학위논문

- 『개혁주의생명신학의 속죄론 연구』(서울: 백석대 기독교전문대학원, 2012): 신학박사논문

### 번역서
- G. 블래스토스,『플라톤의 우주』(서울: 서광사, 1998)

- D. 슐츠, 『플라톤의 물질문제』(서울: 서광사, 2000)

- 앤소니 롱, 『헬레니즘 철학』(서울: 서광사, 2000)

- 세네카, 『영혼의 치료자, 세네카』(서울: 동녘, 2001)

- 로날드 내쉬, 『하나님의 말씀과 인간의 마음』(서울: 한국기독교문서선교회, 2001)

- 로날드 내쉬, 『기독교와 역사: 믿음과 이해』(서울: 한국기독교문서선교회, 2001)

- 로날드 내쉬, 『신앙과 이성』(서울: 살림, 2003)

- 아더 홈즈, 『사실, 가치, 하나님: 기독교윤리학의 철학적 토대』(서울: IVP, 2004)

- 크리스토퍼 할, 『교부들과 함께 성경읽기』(서울: 살림, 2008) (우병훈과 공역)

- 막스 야머, 『공간 개념들』(서울: 나남, 2008)

- 체르니스, 『플라톤의 이데아론: 초기 아카데미아의 수수께끼』 (서울: 누멘, 2009)

- 빈센트 브뤼머, 사랑의 모델(서울: SFC 출판사, 2010)

- 모어랜드/크레이그, 『논리학, 윤리학』(서울: CLC, 2011)

- 모어랜드/크레이그, 『기독교철학』(서울: CLC, 2013)

- 그로타이스, 『예수의 철학』(서울: 연암사, 2013) (근간)

- 제프리 로이드, 양극과 유비: 초기 그리스의 사유에 나타난 두 가지 논증유형』(서울: 한국문화사, 2013) (근간)

## 같이 보기
- 한국개혁신학회
- 한국기독교철학회
- 세계칼빈학회
- 한국개혁신학회
- 한국복음주의조직신학회
- 한국조직신학회
- 한국장로교신학회
- 요한칼빈탄생500주년기념사업회
- 종교개혁500주년기념일
- 한국의 신학자 목록
- 개혁신학자